# Blastobasis sostra
Blastobasis sostra é uma espécie de mariposa do gênero Blastobasis pertencente à família Coleophoridae.